# 張書翰
張 書翰（ちょう しょかん）は満州国の官僚。原籍は山東省済南府徳平県。別号は小斎。

## 事績
天津の北洋法政専門学校法律専科を卒業。黒河道尹公署財政科長、黒河道立師範学校校長、山東省会警察庁行政科長、浙江省公署秘書、山東省長公署秘書、内務部秘書などを経て、1924年（民国13年）当時は濱江県知事の地位に在った。
1932年（大同元年）に満州国が成立すると、張書翰は吉林省公署参事官となる。同省公署では1934年（康徳元年）に教育庁長、1936年（康徳3年）に民政庁長を歴任する。1937年（康徳4年）に満州国中央へ移り、内務監督署長となった。1939年（康徳6年）8月、丁超の後任として通化省長になると1941年（康徳8年）6月2日までつとめ、その後に総務庁参事官に転じた。同年12月27日には満洲重工業開発理事に選任されている。
以後、張書翰の行方は不詳。なお、『大衆人事録 第13版 外地・満支・海外篇』（昭和15年刊行）、「満洲」96頁には張に関する記載があるものの、次版の第14版（昭和18年11月刊行）から当該記載が脱落している。

## 注
1. 1 2 3 4  尾崎監修（1940）、27頁。
2. 1 2  田邊編（1924）、552-553頁。
3. ↑  「通化省長更迭」『朝日新聞』1941年6月3日、2面。
4. ↑  山本三夫「満洲経済時評」『鉱工満州』3巻2号、1942年2月、26頁。